# Paratrema doederleini
Genre
Espèce
Paratrema doederleini est une espèce d'oursins (échinodermes) de la famille des Temnopleuridae, le seul du genre Paratrema.

## Caractéristiques
Ce sont de petits oursins réguliers, de forme plus ou moins hémisphérique, avec la bouche située au centre de la face inférieure (« face orale ») et l'anus à l'opposé (face dite « aborale »), légèrement excentré au sein de l'« appareil apical » situé au sommet de la coquille (appelée « test »).
Cette espèce mal connue et au statut encore très incertain est extrêmement proche de celles du genre Temnotrema (elle n'en diffère que par la structure des pédicellaires), et cette distinction pourrait être remise en question au fil des prochaines études scientifiques sur ce groupe.

## Habitat et répartition
Cette espèce très rare se rencontre parfois dans l'ouest de l'Océan Pacifique, entre 10 et 20 m de profondeur ; elle a par exemple été observée en Polynésie.